# Verdes
Verdes è un comune francese di 504 abitanti situato nel dipartimento del Loir-et-Cher nella regione del Centro-Valle della Loira.
Dal 1º gennaio 2016 fa parte del nuovo comune di Beauce la Romaine creato dall'unione con i comuni di Tripleville, La Colombe, Ouzouer-le-Marché, Membrolles, Prénouvellon e Semerville.

## Società

### Evoluzione demografica
Abitanti censiti